# جورج ك. هووبر
جورج ك. هووبر (بالإنجليزية: George K. Hooper) هو مهندس معماري أمريكي، ولد في 1 يوليو 1868 في بوسطن في الولايات المتحدة، وتوفي في 9 فبراير 1939 في باسادينا في الولايات المتحدة.